# Provincia de Ba
Ba es una ciudad y una provincia de la División Oeste de Fiyi. La localidad se encuentra a 37 km de Lautoka y a 62 km de Nadi.

## Características
Situada en el interior de Viti Levu, la isla más grande de Fiyi, Ba tiene un área de 327 km² y, según el censo de 1996, una población de 14.596 habitantes. La ciudad está construida en la orilla del río Ba, al que debe su nombre.